# Guglielmo de Braose, II barone di Braose
Guglielmo de Braose (1260 circa – 1º maggio 1326 circa) secondo barone di Braose e signore di Gower e di Bramber, fu coinvolto nella rivolta contro i Despenser.

## Infanzia ed primo servizio militare
Guglielmo de Braose era figlio di Guglielmo de Braose, I barone di Braose (morto prima del 6 gennaio 1291) e della sua prima moglie Aline. Si suppone che sia nato intorno al 1260. Nel 1264 durante la seconda guerra dei baroni in cui suo padre si era schierato con il re Enrico III d'Inghilterra contro la ribellione guidata da Simone V di Montfort, era stato preso in ostaggio dal Montfort ed affidato alle cure della propria moglie Eleonora Plantageneta, figlia di Giovanni d'Inghilterra e di Isabella d'Angoulême. Terminata la guerra con la sconfitta dei baroni nel 1267 tornò libero.
Nel 1286 entrò al servizio del re come militare ed è possibile che abbia accompagnato il re Edoardo I d'Inghilterra nel proprio viaggio in Francia per rendere omaggio al nuovo re Filippo IV di Francia. Giocò un ruolo importante nelle guerre gallesi, condotte da Edoardo I d'Inghilterra nell'inverno 1287 - 1288, e comandò l'assedio al castello di Emlyn, provvedendo anche al trasporto di una pesante macchina da assedio dal castello di Dryslwyn, il cui arrivo, insieme a numerose pietre che fungevano da munizione, indusse gli assediati ad arrendersi.

## Signore di Gower e Bramber
Morto suo padre attorno al 6 gennaio 1291, poco prima del 1º marzo si recò ad omaggiare il re perché fosse formalizzata la propria successione alle proprietà ed ai titoli. In qualità di II barone di Braose e signore di Gower e Bramber venne più volte convocato in parlamento dal 1291 fino al 1322 e continuò a servire militarmente il re sia con il denaro che con il servizio personale combattendo in Scozia, in Galles e in Francia.
Nel 1290 aveva catturato il ribelle gallese William Cragh, la cui miracolosa resurrezione dopo essere stato impiccato venne attribuita a Tommaso di Cantilupe, su questo evento dovette testimoniare nel 1307 davanti ai commissari papali che dovevano decidere se quell'evento fosse o meno da tenere in considerazione per la santificazione del prelato inglese.
Nel 1297 prese parte ad una spedizione nelle Fiandre e come ricompensa ricevette la tutela di John de Mowbray (4 settembre 1286 - 23 marzo 1322), cui fece poi sposare la propria figlia Aline de Braose.
Nel 1299 fu coinvolto in una disputa circa la sua signoria nel Gower dal vescovo di Llandaff: un primo giudizio venne emesso nel 1302 e stabiliva che Guglielmo doveva godere di quella signoria.
Nel 1301 pose la propria firma in una lettera a papa Bonifacio VIII in cui i principali baroni inglesi deploravano le ingerenze pontificie nei diritti reali dell'Inghilterra.
Nel 1306 offese un giudice reale ed il caso della signoria di Gower venne riaperto, ma risolto nuovamente in suo favore grazie ai diritti concessi dai suoi uomini a Gower ed a Swansea. Nel 1320 Edoardo II d'Inghilterra gli confiscò le terre di Gower, sostenendo che le avesse concesse a suo genero John de Mowbray senza il consenso reale. La confisca di Gower fu una delle tante cause che portarono all'esilio dei Despenser, padre e figlio, nel 1321. Dopo la morte di Guglielmo la signoria di Gower andò ai Beauchamp, ma la questione non venne decisa definitivamente fino al 1350.

## Matrimonio, eredità e morte
La prima moglie di Guglielmo si chiamava Agnes, ma non se ne conosce il nome di famiglia: gli diede due figlie:
- Aline de Braose (1291 - circa 1331)
- Joan de Braose

In seconde nozze sposò Elizabeth de Sully, che non risulta avergli dato figli.
Un suo figlio maschio, sempre di nome Guglielmo (William), viene citato in alcuni documenti nel 1315, ma è probabile che sia morto nell'infanzia.
Guglielmo morì poco prima del 1º maggio 1326 ed affidò la signoria di Bramber a suo genero John de Mowbray, dai contemporanei veniva considerato come un uomo costantemente in debito e poco abile nel gestire il denaro.